# Tina Manker

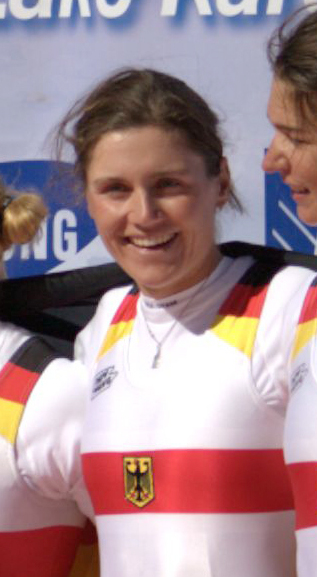
Tina Manker

Tina Manker (* 3. März 1989 in Ludwigsfelde) ist eine ehemalige deutsche Ruderin. 2011 war sie Weltmeisterin im Doppelvierer.

## Karriere
Manker war 2006 Juniorenweltmeisterin im Doppelvierer, bei den Junioren-Weltmeisterschaften 2007 wurde sie hinter der Chinesin Weiwei Zhu Zweite im Einer. 2008 gewann Manker gemeinsam mit Sophie Dunsing im Doppelzweier die Weltmeisterschaft in der Altersklasse U23.
2009 trat Manker im Weltcup erstmals in der Aktivenklasse an und gewann im Doppelvierer die Weltcupregatten in München und in Luzern. Bei den Ruder-Weltmeisterschaften 2009 belegte sie zusammen mit Sophie Dunsing den achten Platz im Doppelzweier. 2010 gewann Manker zusammen mit Julia Richter, ihrer Vereinskameradin beim Ruderklub am Wannsee, den deutschen Meistertitel im Doppelzweier. Bei den Ruder-Europameisterschaften 2010 trat sie zusammen mit Britta Oppelt, Carina Bär und Julia Richter im Doppelvierer an, die vier deutschen Ruderinnen erkämpften die Silbermedaille hinter den Ukrainerinnen. Bei den Weltmeisterschaften belegten die vier den dritten Platz hinter den Booten aus dem Vereinigten Königreich und der Ukraine.
2011 siegte Manker im Einer sowie zusammen mit Sophie Dunsing im Doppelzweier bei den Deutschen Meisterschaften. Nach zwei Weltcupsiegen im Doppelvierer gewannen Britta Oppelt, Stephanie Schiller, Julia Richter und Tina Manker Gold bei den Weltmeisterschaften in Bled. Bei den Olympischen Spielen 2012 in London belegte sie zusammen mit Stephanie Schiller den neunten Platz im Doppelzweier.